# Opočno (okres Louny)
Obec Opočno (německy Opotschna) se nachází v okrese Louny v Ústeckém kraji, v údolí potoka Hasiny necelých sedm kilometrů jihozápadně od Loun. Žije zde 117 obyvatel.

## Historie
První písemná zmínka o obci pochází z roku 1358.

## Obyvatelstvo
|           | 1869 | 1880 | 1890 | 1900 | 1910 | 1921 | 1930 | 1950 | 1961 | 1970 | 1980 | 1991 | 2001 | 2011 |
| --------- | ---- | ---- | ---- | ---- | ---- | ---- | ---- | ---- | ---- | ---- | ---- | ---- | ---- | ---- |
| Obyvatelé | 292  | 308  | 283  | 290  | 388  | 362  | 329  | 238  | 257  | 202  | 159  | 105  | 119  | 121  |
| Domy      | 39   | 41   | 44   | 54   | 62   | 63   | 77   | 79   | 70   | 68   | 64   | 70   | 70   | 73   |

## Pamětihodnosti
- Kostel Nanebevzetí Panny Marie
- Socha svatého Jana Nepomuckého
- Boží muka u Touchovic
- Křížek u vlakové stanice
- Zaniklé památky: socha svatého Jana Nepomuckého Na Křížkách, výklenková kaple u Jimlína, svatý Prokop na Benešově, svatý Vojtěch u Lipence, Bočanův křížek

## Významné osobnosti
- Antonín Fink (1830–1883), právník a politik
- Karel Veselý (1858–1934), violoncellista a profesor konzervatoře v Lausanne
- Ludmila Zelenková (1873–1950), legionářka, spisovatelka, činovnice Červeného kříže
- Josef Patera (1886–1957), malíř a učitel; zemřel zde

## Galerie

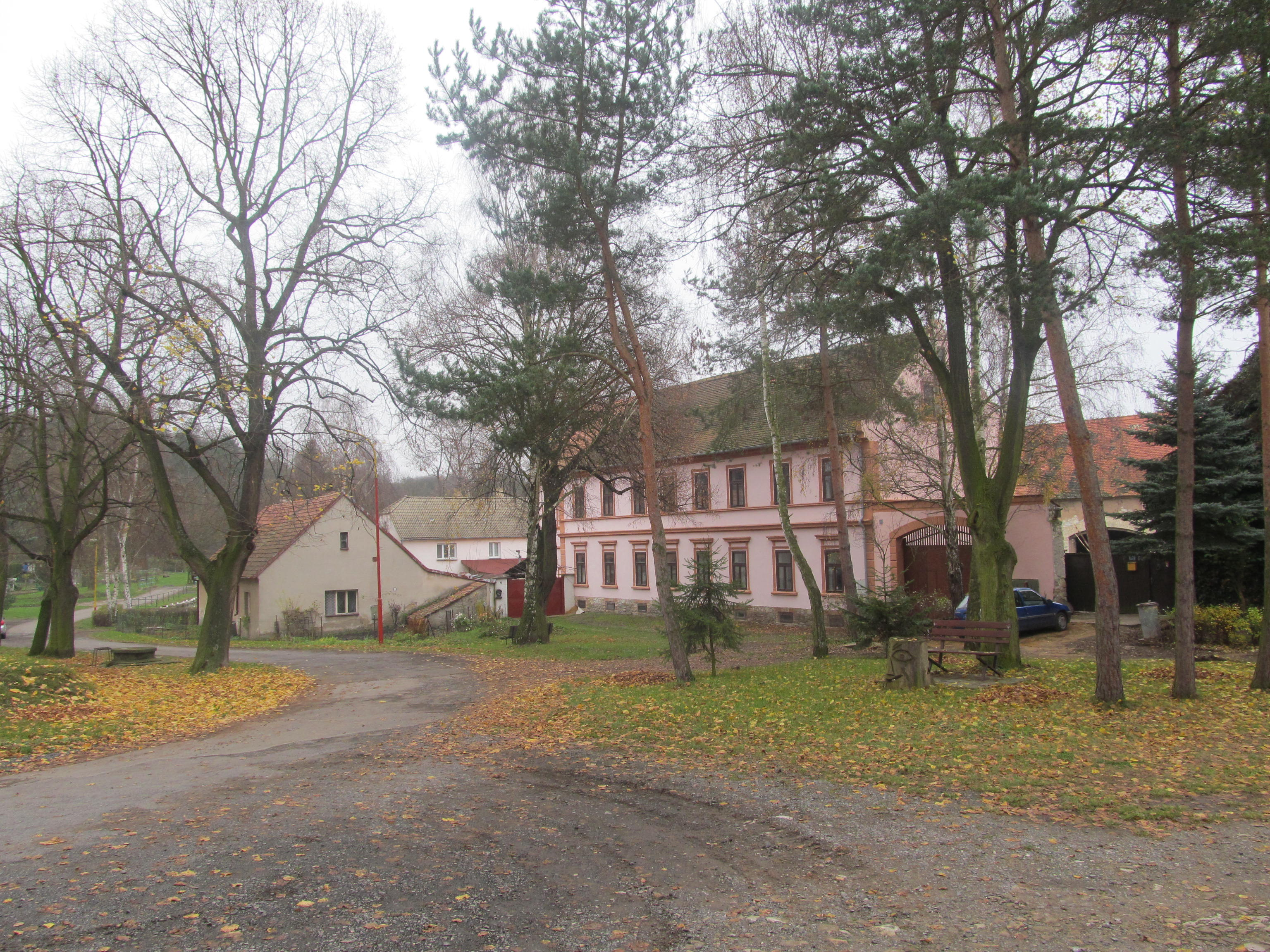
Náves
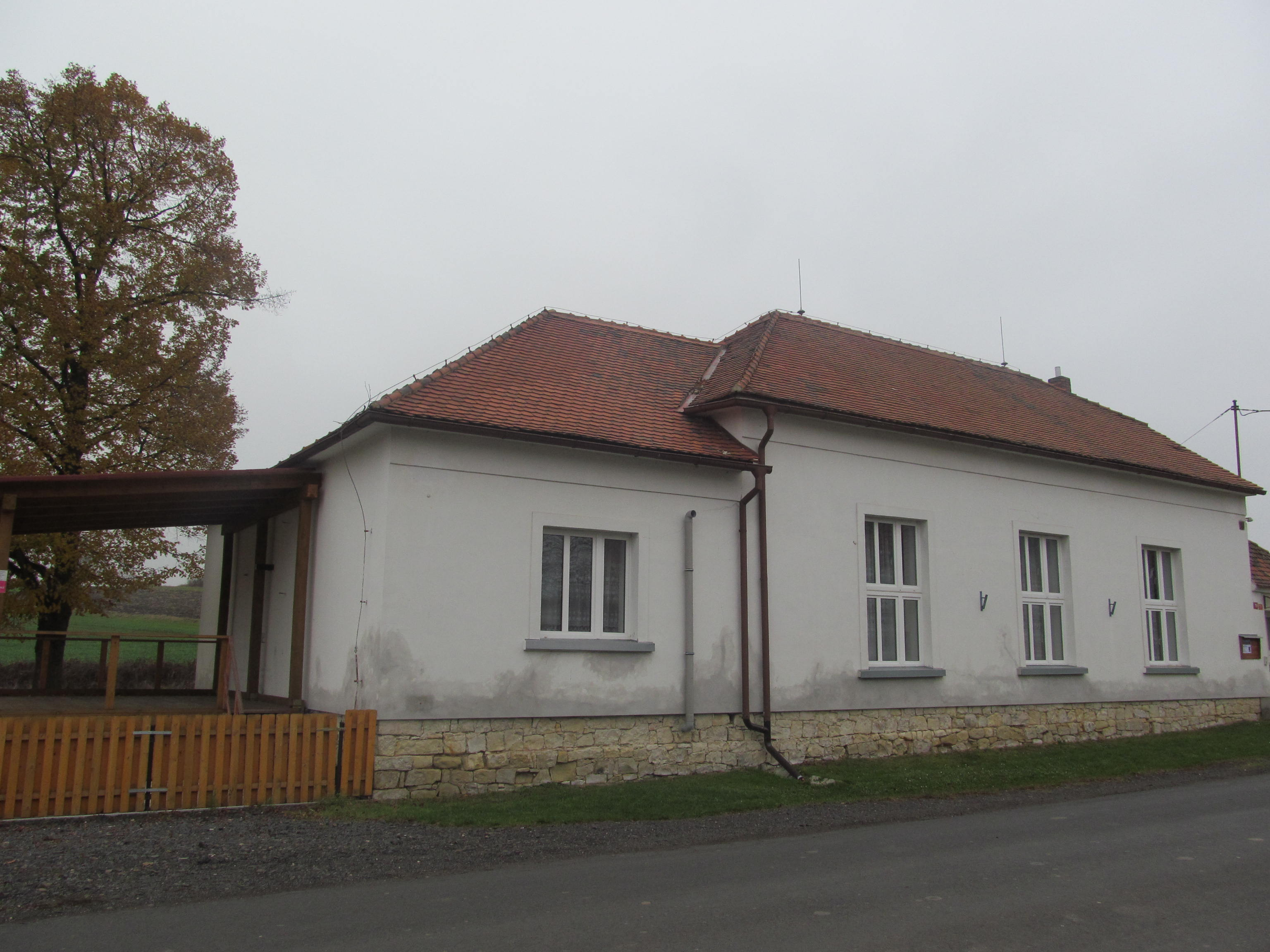
Sokolovna
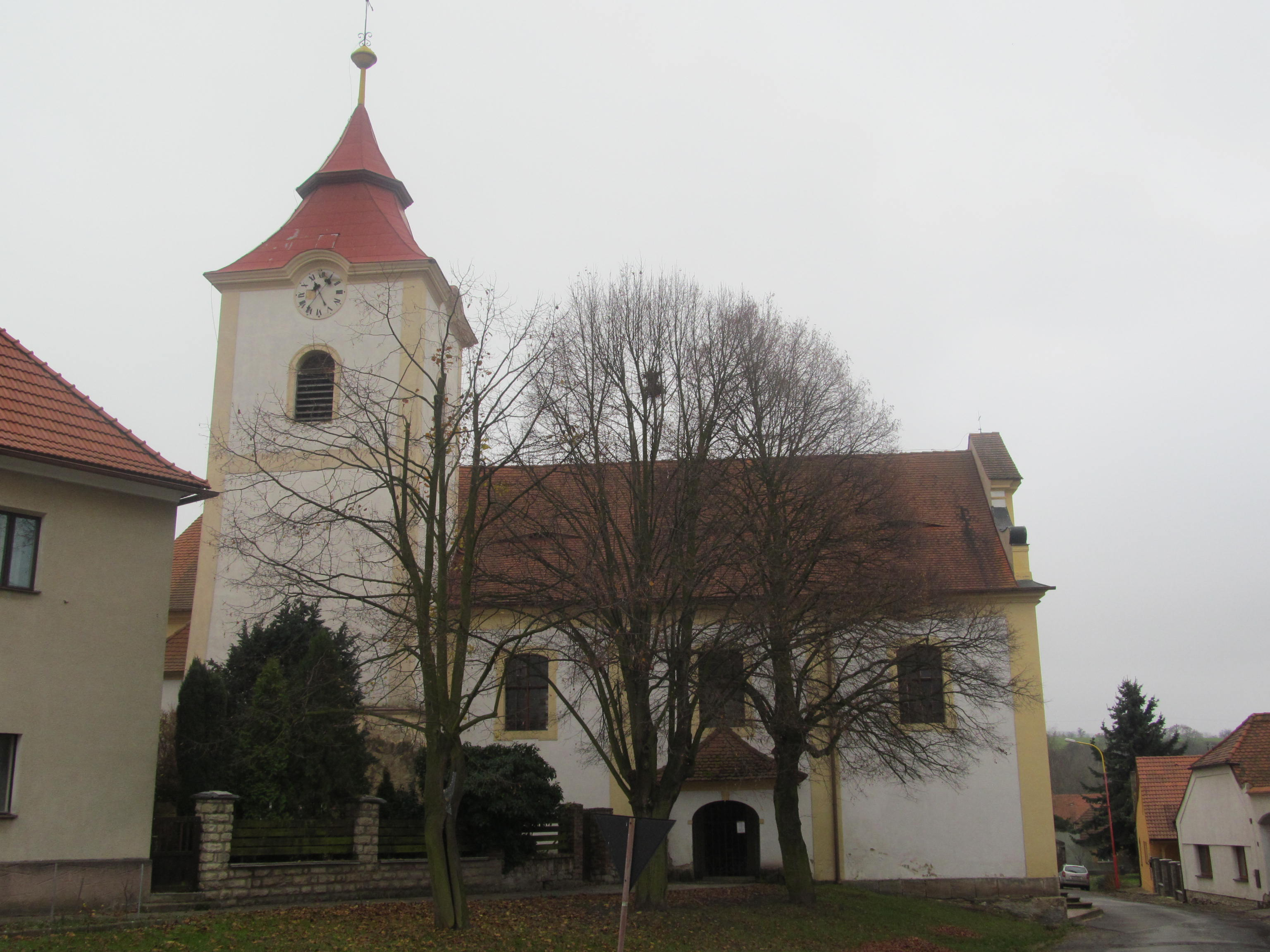
Severní fasáda kostela
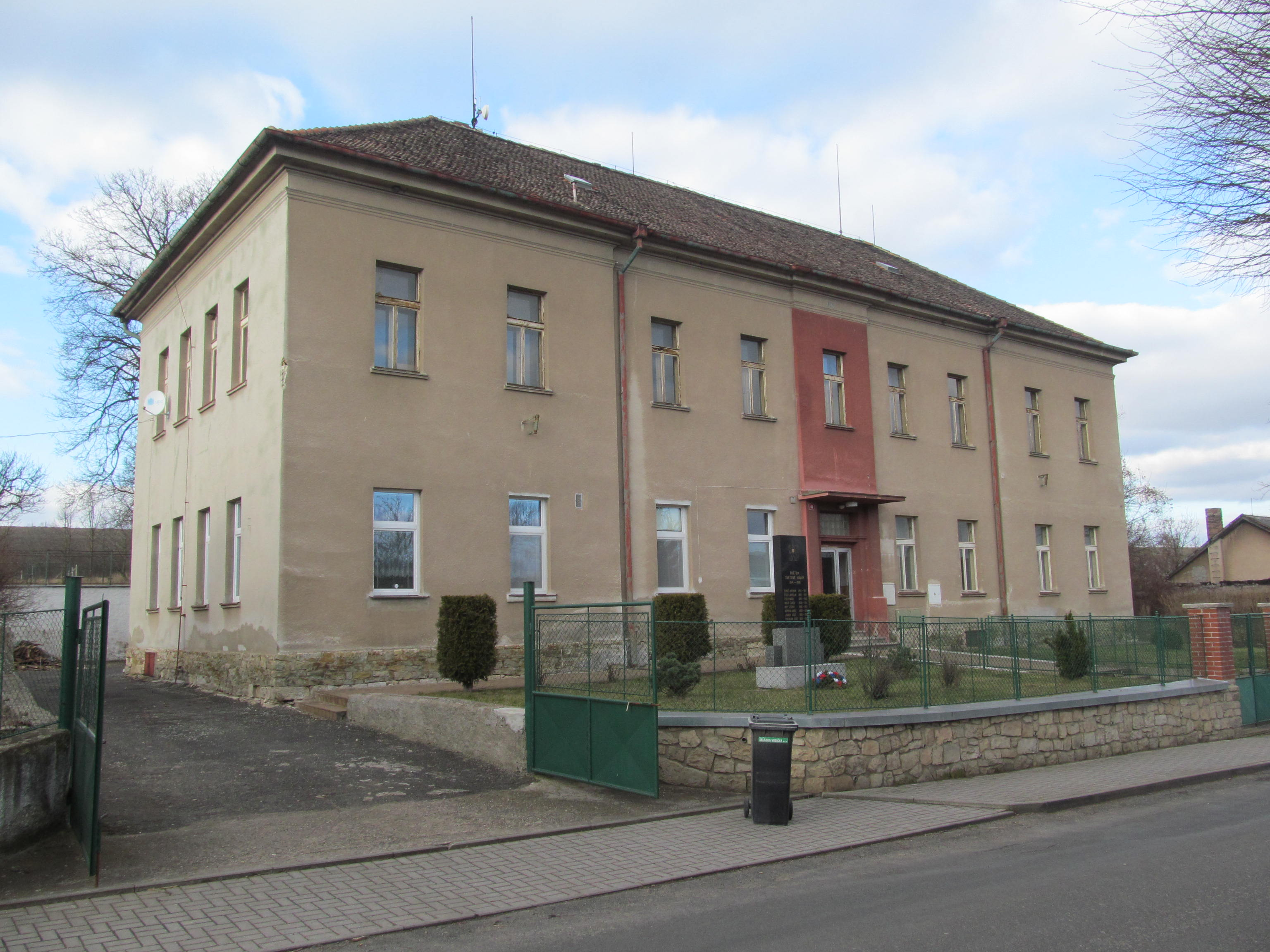
Bývalá škola
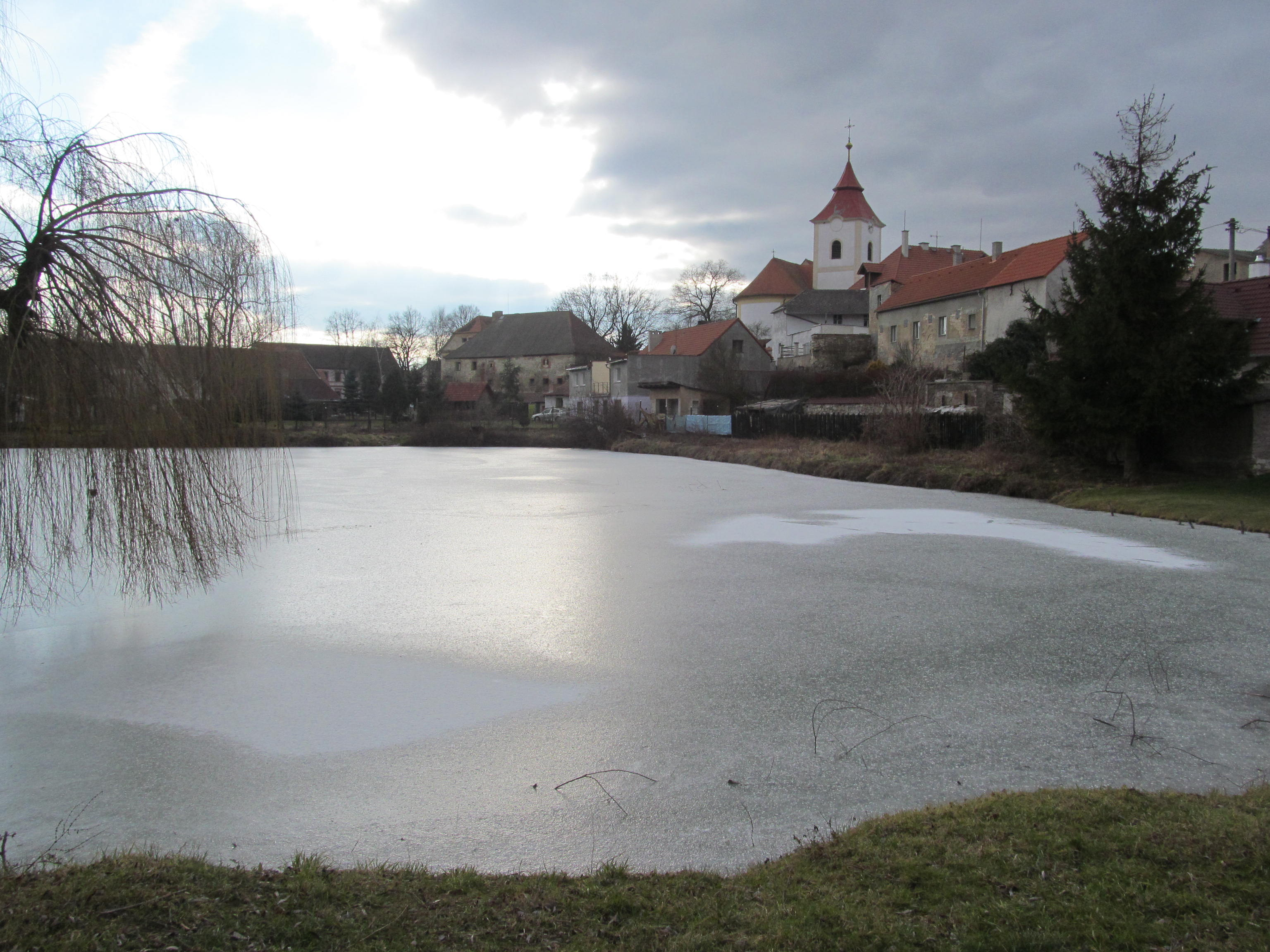
Severní rybník
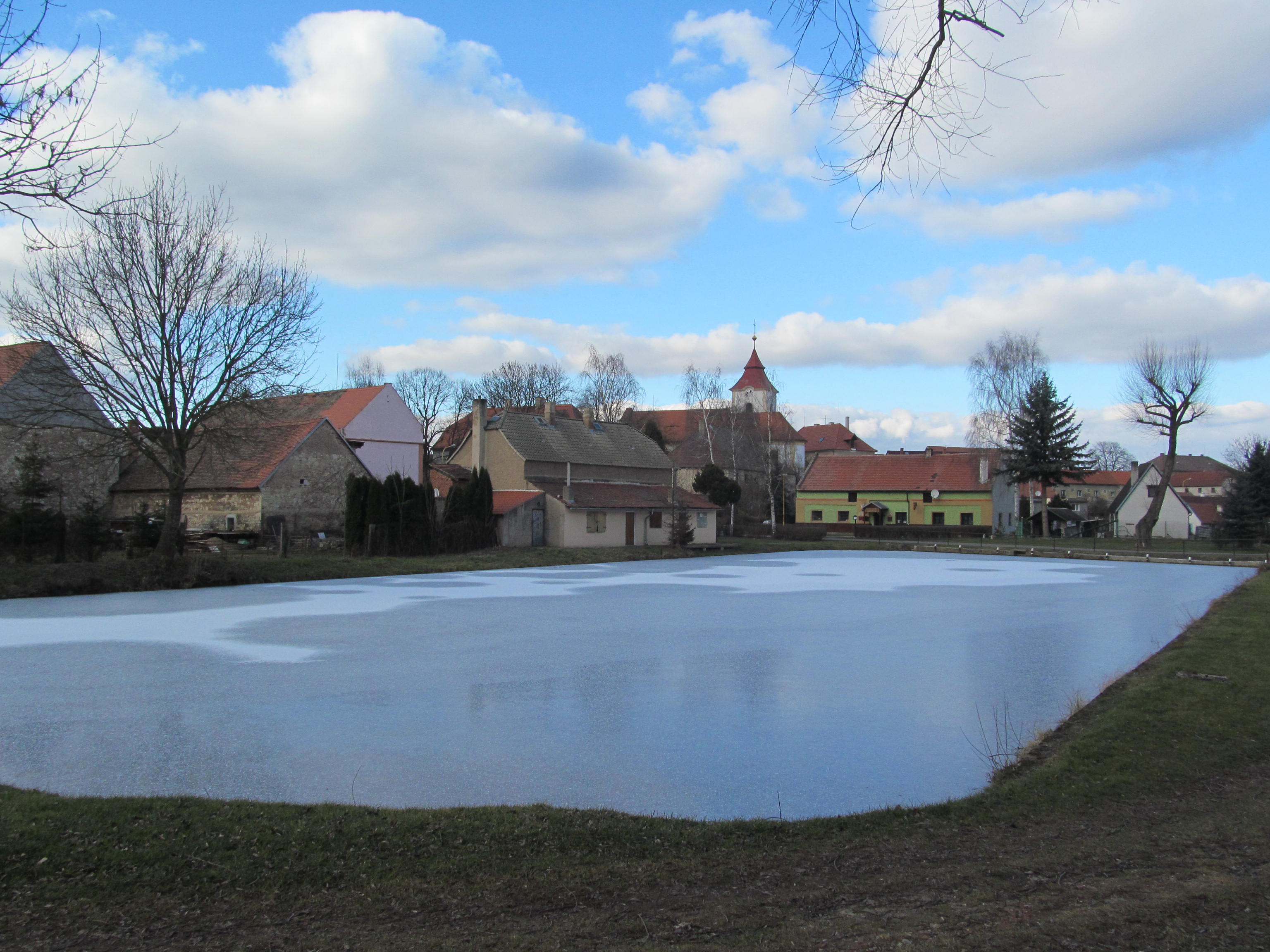
Jižní rybník
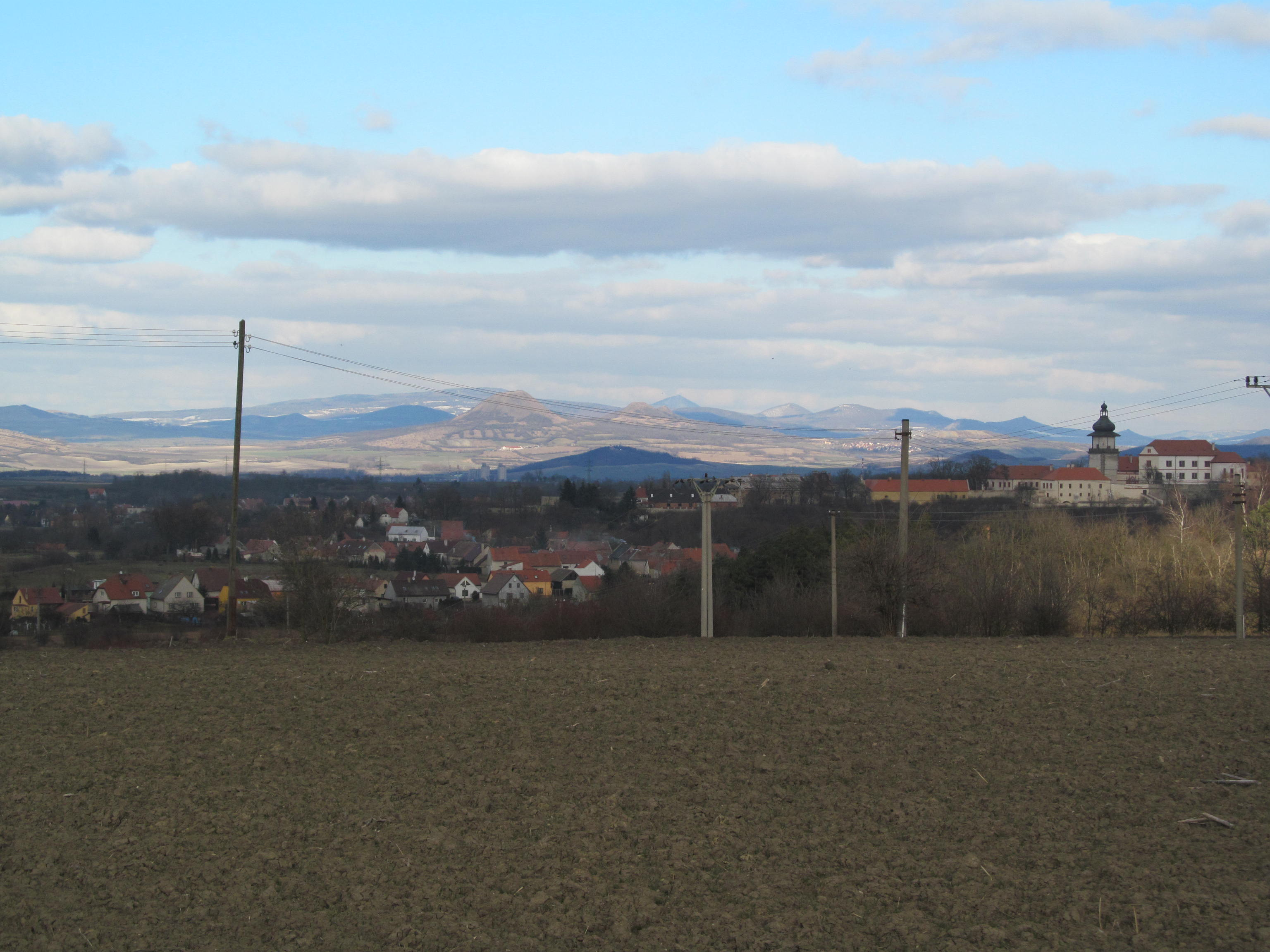
Opočno s Novým Hradem z Holého vrchu
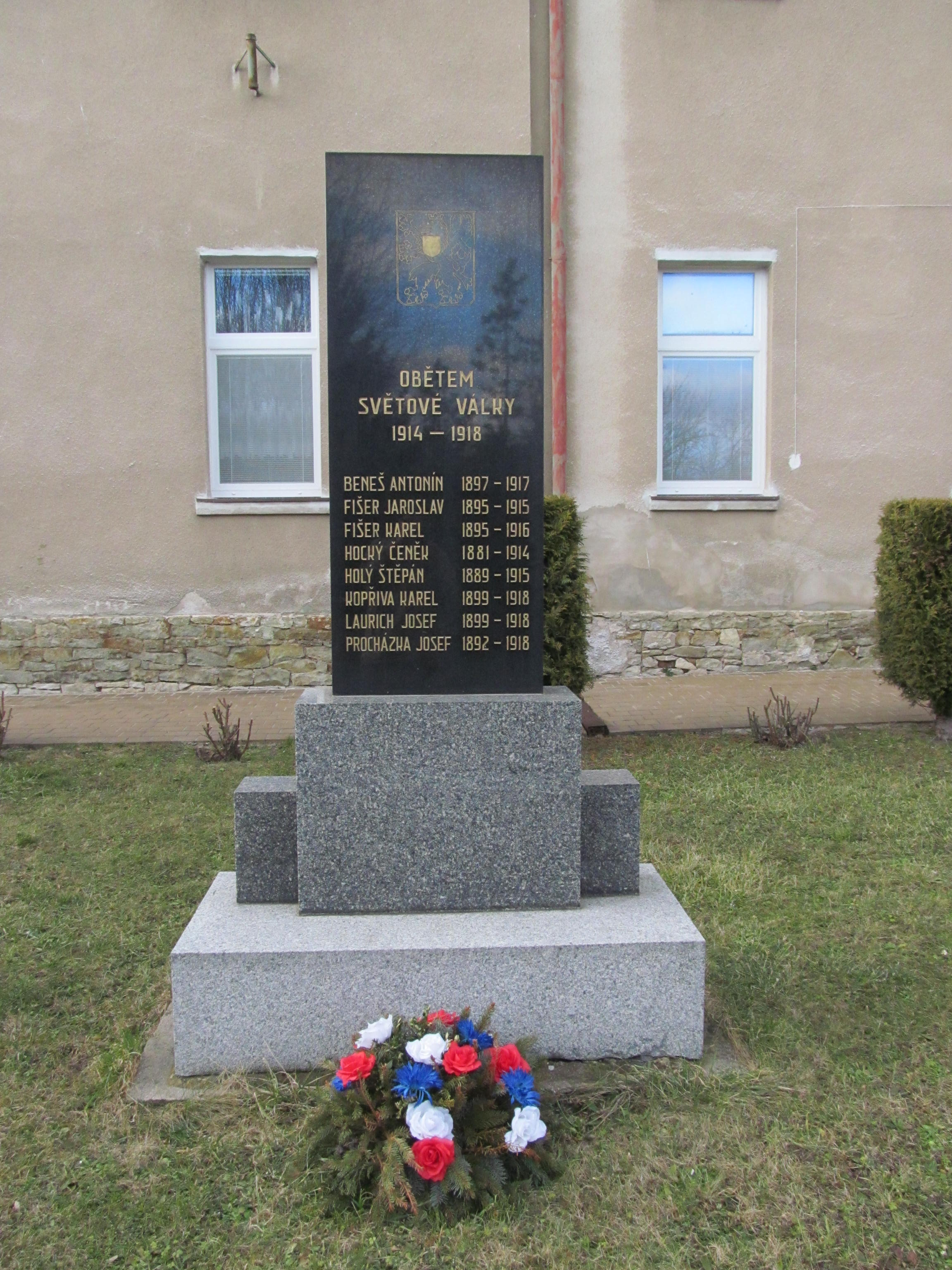
Pomník padlým v první světové válce